# Royal High School (Edinburgh)

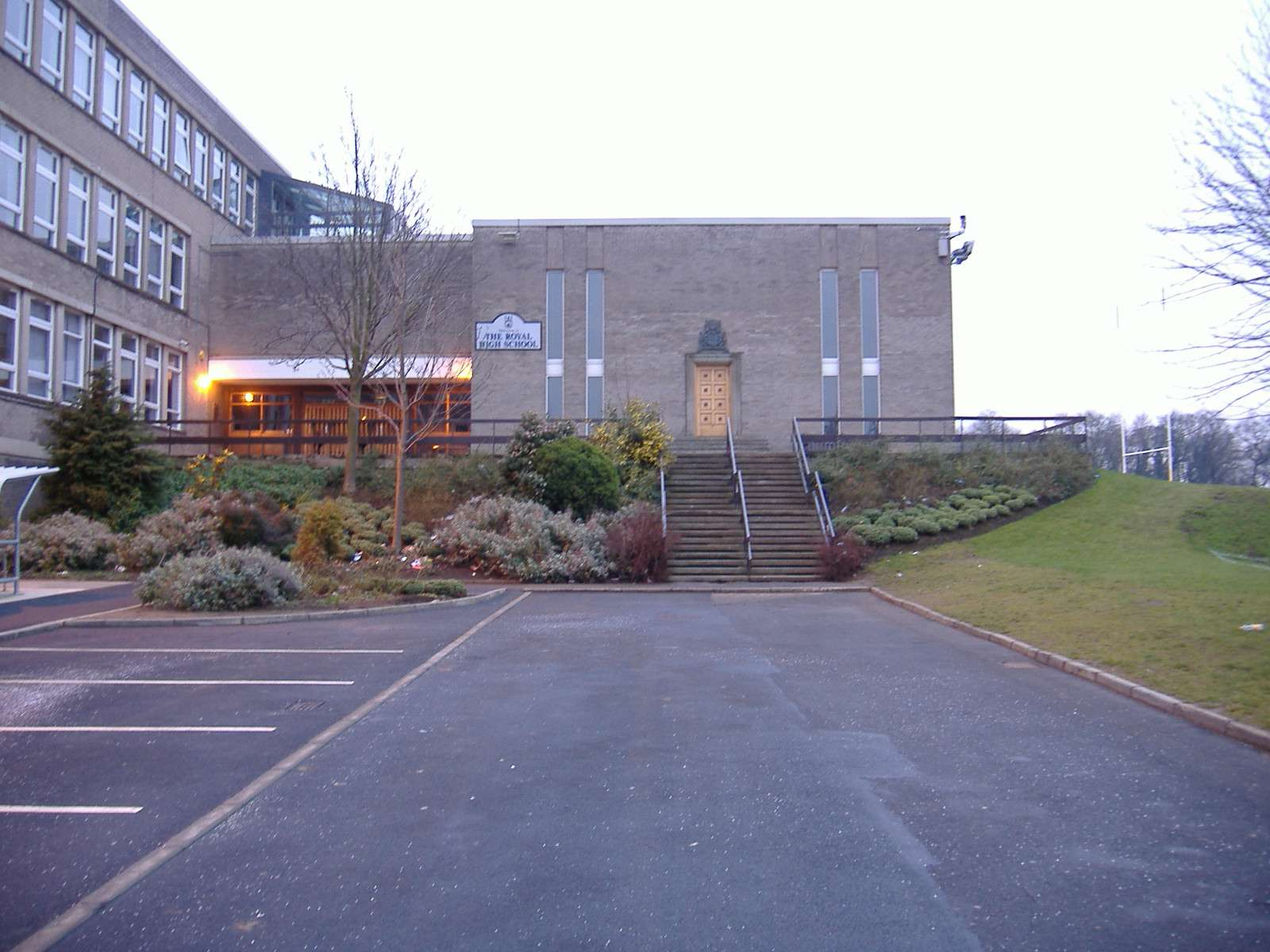
Barnton (1968–Gegenwart)

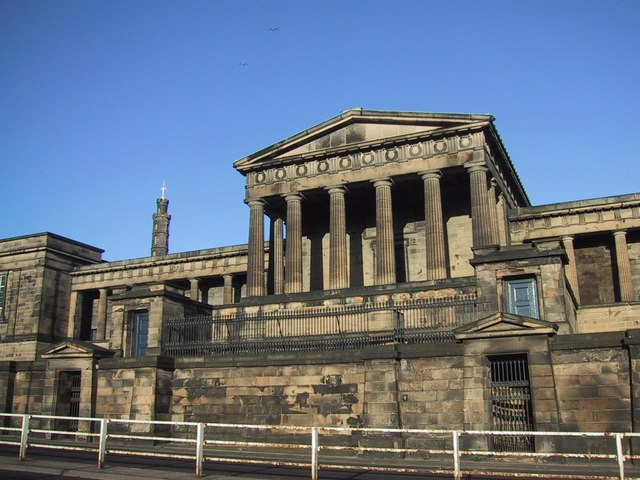
Ehemalige Royal High School an der Regent Road

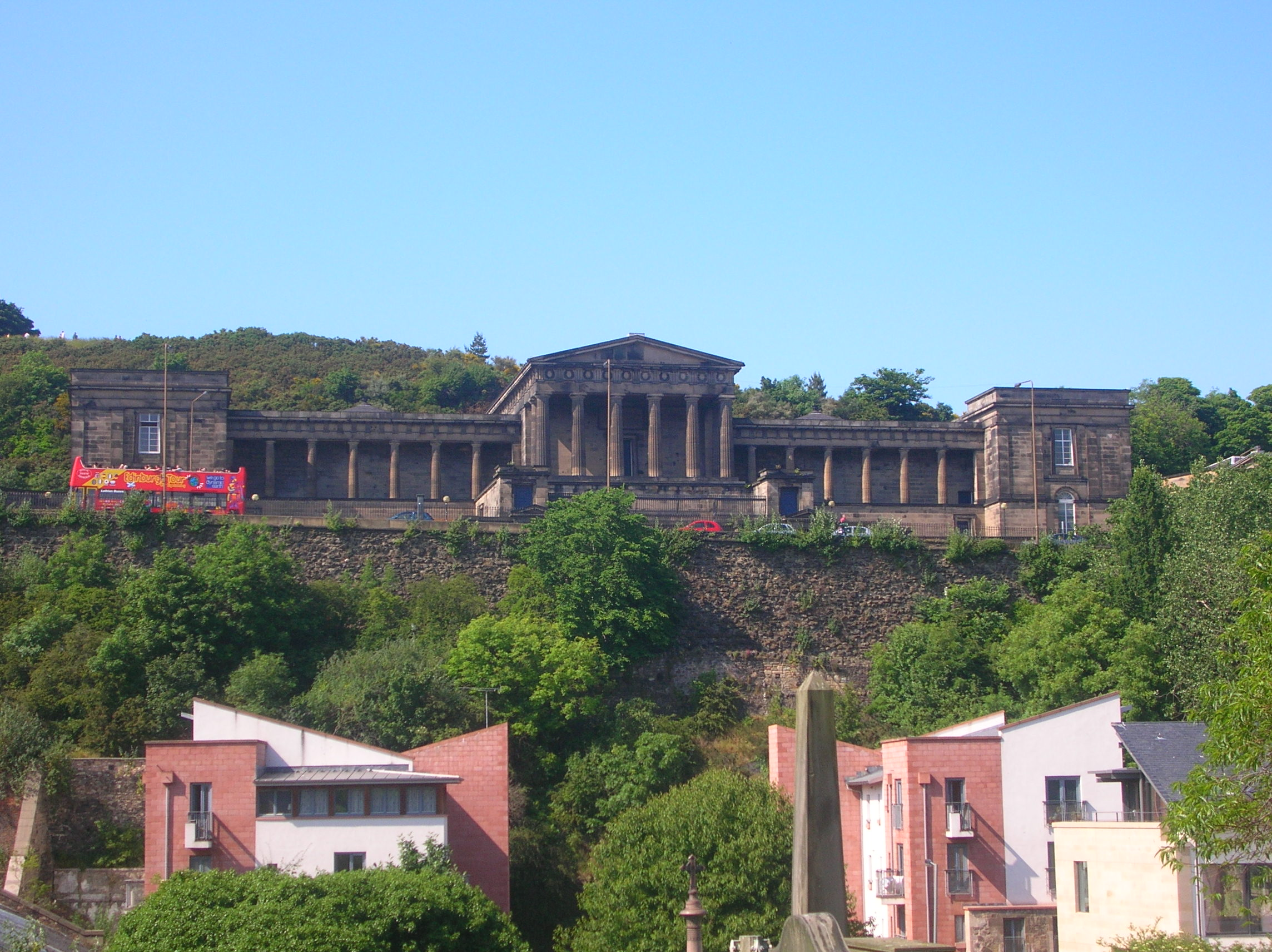
Ehemalige Royal High School

Die Royal High School (RHS) in Edinburgh, heute im Stadtteil Barnton, ist eine schottische städtische, nichtkonfessionelle und koedukative Schule mit etwa 1200 Schülern. Die Old Royal High School ist der ehemalige Sitz (bis 1968) der Schule an der Regent Road.
Das Motto lautet: Musis res publica floret (Mit den Musen blüht der Staat).

## Geschichte
Die Geschichte der Schule lässt sich bis 1128 unter König David I. zurückverfolgen, womit sie die älteste Schule in Schottland und eine der ältesten in Europa ist. Zunächst gehörte die Schule zur Holyrood Abbey (siehe auch Holyrood Palace), später diente sie der Ausbildung von Franziskanern bis zur Ordensauflösung. Schon im 16. Jahrhundert gab es zwei weitere High Schools in der Stadt: Canongate und South Leith. Nach der Schottischen Reformation hat Königin Maria von Schottland 1566 die Schulkontrolle dem Town Council of Edinburgh übergeben. 1590 übernahm Jakob VI. die königliche Patronage als Schola Regia Edimburgensis. 1614 wurde Griechisch als Fach angeboten, um das Bibelstudium zu fördern. Die Schule wurde zum Zentrum der schottischen Aufklärung. Zu ihren prominenten Schülern gehörte auch der Schriftsteller Walter Scott. Erst im 19. Jahrhundert wurde allmählich der Fächerkanon modernisiert. Ein deutscher Schulleiter war Leonhard Schmitz, Prinzenerzieher Queen Victorias.
Bis 1974 war die Royal High School eine private Schule, dann wurde sie von der Stadt Edinburgh übernommen. Die Schule ist bekannt für ihre strenge Erziehung, wobei Schuluniformen Pflicht sind. Mit der Übernahme durch die Stadt wurde sie von einer reinen Jungenschule zu einer koedukativen Schule.
Die Schule ist mehrfach umgezogen. Von 1829 bis 1968 war die Old Royal High School am Calton Hill an der Regent Road untergebracht. Der Bau zwischen 1826 und 1829 kostete damals gewaltige £34.000. Den Bau entwarf im neoklassischen Stil der Architekt Thomas Hamilton, der für diese Leistung hohe Anerkennung fand. Dieses Gebäude diente nach dem Ende als Schule eine Zeitlang für größere Versammlungen und war nach der Devolution 1999 als Sitz des schottischen Parlaments im Gespräch, das am Ende einen Neubau erhielt. Am Ende sollte es ein Hotel werden.

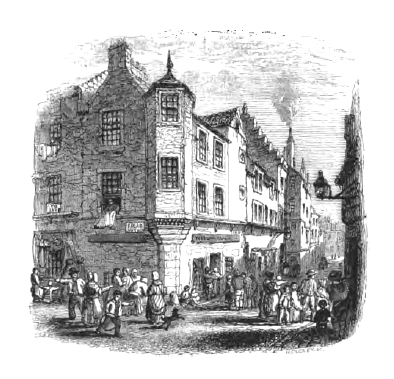
Cardinal Beaton’s House, Blackfriars Wynd (1555–1569), Infirmary Street
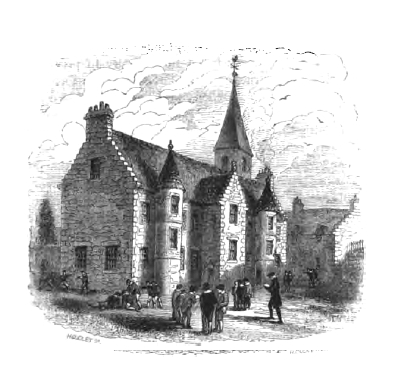
Blackfriars Monastery (1578–1777)
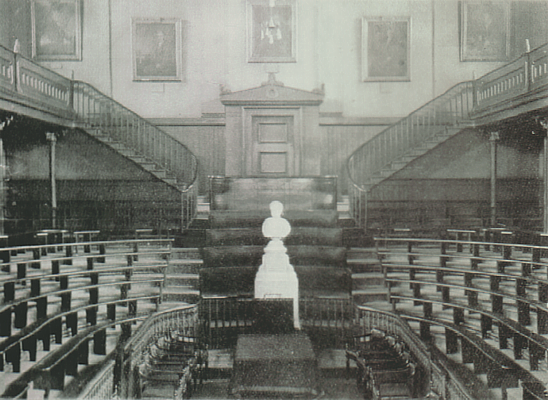
High School Hall, Regent Road (um 1911)

## Berühmte Schüler
- Robert Adam (1728–1792), Architekt
- Alexander Graham Bell (1847–1922), Erfinder
- Henry Peter Brougham (1778–1868), Lord Chancellor
- Ian Charleson (1949–1990), Schauspieler
- Robin Cook (1946–2005), Politiker
- Ronnie Corbett (1930–2016), Comedian
- Thomas Doherty, Schauspieler
- Mountstuart Elphinstone (1779–1859), Gouverneur von Mumbai
- Robert Fergusson,(1750–1774), Dichter
- H. A. R. Gibb (1895–1971), Arabist
- Thomas Hope (1766–1844), Chemiker
- James Hutton (1726–1797), Geologe
- Graham Kerr (1869–1957), Zoologe
- Robert Knox (1791–1862), Anatom
- Henry Mackenzie (1745–1831), Schriftsteller
- Kenneth Macintosh, Politiker
- Theodore Martin (1816–1909), Richter und Übersetzer
- Karl Miller (1931–2014), Literaturkritiker
- Alexander Nasmyth (1758–1840), Künstler
- James Nasmyth (1808–1890), Erfinder des Dampfhammers
- David Olive, Physiker
- David Robb (1947- ), Schauspieler
- William D. Ross (1877–1971), Philosoph
- Sir Walter Scott Bt. (1771–1832), Autor
- Robert Sibbald (1641–1722), Geograf
- William Forbes Skene (1809–1892), Keltologe
- Dugald Stewart (1753–1828), Philosoph
- James Syme (1799–1870), Chirurg und Entdecker der Gummilösung
- Archibald Campbell Tait (1881–1881), Erzbischof von Canterbury
- Anthony Todd Thomson (1778–1849), Dermatologe